# Ataque ao ônibus do EC Bahia em 2022
Em 24 de fevereiro de 2022, um artefato explosivo improvisado foi lançado contra um ônibus que transportava jogadores do Esporte Clube Bahia a caminho de uma partida contra o Sampaio Corrêa Futebol Clube na cidade de Salvador. Dois jogadores foram feridos por estilhaços, e o ônibus, bem como um carro e uma motocicleta que passavam nas proximidades foram danificados pela explosão. O caso está sob investigação da Polícia Civil e do Ministério Público da Bahia, e os principais suspeitos são membros da torcida organizada do EC Bahia, Bamor.

## Ataque
Às 17h40, um Hyundai HB20 branco e um Renault Duster Oroch verde chegaram à Avenida Bonocô, em Salvador, e estacionaram. Um total de seis homens saíram dos carros e ficaram na estrada esperando o ônibus do time, enquanto um motorista esperava em um dos veículos. Por volta das 19h50, os homens atacaram o ônibus com bombas, fogos de artifício e outros projéteis não identificados e então fugiram do local.
Um carro que passava por perto também foi atingido pela explosão, que quebrou sua janela traseira esquerda. A motorista, uma professora, não se feriu. Uma motocicleta pertencente a um policial também foi danificada.

## Consequências
Dois integrantes do time do EC Bahia ficaram feridos: o goleiro Danilo Fernandes foi atingido no rosto por estilhaços e cacos de vidro, e o zagueiro Matheus Bahia teve o braço cortado por estilhaços; relatos iniciais afirmavam que o atacante Marcelo Cirino sofreu lesões não especificadas, porém o médico do clube esclareceu mais tarde que ele havia apenas se assustado com a explosão e não foi atingido por nenhum fragmento, embora não tenha participado da partida mais tarde naquela noite.
Apesar da apreensão após o ataque, a equipe ainda decidiu realizar a partida planejada da Copa do Nordeste contra o Sampaio Corrêa, sem Danilo, Matheus e Marcelo, vencendo por 2 a 0.
Danilo foi o mais gravemente ferido dentre as vítimas, com estilhaços alojados no pescoço e perigosamente perto do olho, e foi hospitalizado por um dia e afastado das próximas partidas enquanto passava por várias consultas e tratamentos oftalmológicos . Marcelo deixou o clube uma semana após o ataque, alegando "razões pessoais" relacionadas ao ataque.

## Investigações
No dia seguinte, 25 de fevereiro, a polícia identificou os veículos utilizados pelos agressores como pertencentes a Half Silva, presidente da Torcida Organizada Bamor, torcida organizada do EC Bahia. Eles foram encontrados na sede da organização e apreendidos. Silva foi detido e interrogado pela polícia, onde alegou estar em Feira de Santana no momento do ataque. Dois outros suspeitos, também membros da Bamor, foram detidos e passaram a noite na cadeia. No dia 09 de março, a delegada responsável pelo caso, Francineide Moura, afirmou que os suspeitos, todos integrantes do Bamor, foram identificados, que em breve serão expedidos mandados de prisão e que responderão por tentativa de homicídio. Ela também alegou que a Bamor nunca cooperou ou auxiliou nas investigações.
A Bamor nega quaisquer alegações de envolvimento. No mesmo dia do atentado, a organização emitiu uma nota repudiando o atentado, qualificando-o de "ato de vandalismo," além de criticar a "posição infundada por parte da imprensa" por acusar seus integrantes de participar do atentado. O advogado da organização alegou que não houve ataque e que "pode ter sido acidente" envolvendo uma recepção com fogos de artifício.

## Reações
O atentado foi recebido com ampla condenação da comunidade e das autoridades do futebol brasileiro. Vários times de futebol emitiram notas expressando solidariedade e apoio ao EC Bahia, incluindo Flamengo, Fluminense, Santos, Cruzeiro, Vasco e Corinthians . O governador da Bahia, Rui Costa, repreendeu o ataque em seu Twitter, afirmando que "Nada justifica o ataque covarde contra o ônibus do Bahia, na noite desta quinta-feira", dizendo que "jogadores [...] são profissionais e merecem respeito". A CONMEBOL também condenou o atentado, afirmando que "A Conmebol condena o atentado perpetrado contra o ônibus que transportava sócios do clube Bahia [. . . ] Futebol é sinônimo de paz e tolerância. A violência destrói o esporte."
O ataque também foi notado no Brasil por ter atraído a atenção da mídia internacional, com muitas reportagens citando as circunstâncias incomuns do ataque; embora atos de vandalismo contra ônibus de times de futebol e intimidação a jogadores não sejam incomuns, o uso de explosivos e assaltos coordenados é bastante raro. O espanhol Diario AS e o argentino Olé relataram o ataque, o último enfatizando em sua reportagem que o jogador argentino do EC Bahia, Lucas Mugni, saiu ileso.